# Lista de presidentes da Câmara Municipal de Vendas Novas
Presidentes da Câmara Municipal de Vendas Novas desde a criação do município, em 1962:
| Presidente                          | Início do Mandato     | Fim do Mandato | Partido | Notas |
| José Manuel de Castro Enes Ferreira | 7 de Setembro de 1962 | 1970           |         | Primeiro Presidente da Câmara Municipal de Vendas Novas |
| Manuel Coelho de Oliveira           | 1971                  | 1974           |         | |
| José Luís Mesquita Barbas           | 1974                  | 1975           |         | Presidente da Comissão Administrativa da Câmara Municipal de Vendas Novas                                                                                                  |
| Aurélio Andrade de Almeida          | 1975                  | 1976           |         | Presidente da Comissão Administrativa da Câmara Municipal de Vendas Novas                                                                                                  |
| Alberto Luís de Sousa Lopes         | 1976                  | 1979           | APU     | Foi o primeiro Presidente da Câmara Municipal de Vendas Novas eleito democraticamente.                                                                                     |
| João Teresa Ribeiro                 | 1979                  | 2002           | APU/CDU | Renunciou ao mandato em 2002. Presidente da Câmara Municipal do Crato entre 2009 e 2013.                                                                                   |
| José Filipe Godinho Barradas        | 2002                  | 2005           | CDU     | Assumiu a presidência após renúncia do antecessor. |
| José Maria Rodrigues Figueira       | 2005                  | 2013           | CDU     | Primeiro Presidente a perder reeleição. |
| Luís Carlos Piteira Dias            | 2013                  | 2024           | PS      | Renunciou ao terceiro mandato consecutivo por ter sido eleito deputado à Assembleia da República nas listas do PS pelo círculo de Évora nas eleições legislativas de 2024. |
| Valentino Salgado Cunha             | 2024                  | presente       | PS      | Anterior vice-presidente da Câmara, assumiu a presidência até ao final do mandato 2021-2025, após a renúncia ao mandato de Luís Dias.                                      |